# سكوت لاشانس
سكوت لاشانس (بالإنجليزية: Scott Lachance)‏ هو لاعب هوكي الجليد أمريكي، ولد في 22 أكتوبر 1972 في شارلوتسفيل في الولايات المتحدة.

## وصلات خارجية
- سكوت لاشانس على موقع دوري الهوكي الوطني (الإنجليزية)
- سكوت لاشانس على موقع EliteProspects.com (الإنجليزية)
- سكوت لاشانس على موقع HockeyDB.com (الإنجليزية)
- سكوت لاشانس على موقع Hockey-Reference.com (الإنجليزية)
- سكوت لاشانس على موقع أوليمبيديا (الإنجليزية)